# ایژیا محمد
ایژیا محمد (انگلیسی: Asia Muhammad؛ زاده ۴ آوریل ۱۹۹۱) یک تنیس‌باز اهل ایالات متحده آمریکا است.